# Gertewitz
Gertewitz település Németországban, azon belül Türingiában. Lakosainak száma 120 fő (2023. december 31.).

## Népesség
A település népességének változása:
| Lakosok száma | 139  | 142  | 131  | 121  | 120  |
|               | 2017 | 2019 | 2021 | 2022 | 2023 |